# Municipio de Perrysburg
O município de Perrysburg (em inglês: Perrysburg Township) é um município localizado no condado de Wood no estado estadounidense de Ohio. No ano de 2010 tinha uma população de 12.512 habitantes e uma densidade populacional de 130,62 pessoas por km².

## Geografia
O município de Perrysburg encontra-se localizado nas coordenadas 41° 31′ 53″ N, 83° 34′ 45″ O. Segundo a Departamento do Censo dos Estados Unidos, o município tem uma superfície total de 95.79 km², da qual 93.1 km² correspondem a terra firme e (2.8%) 2.69 km² é água.

## Demografia
Segundo o censo de 2010, tinha 12.512 habitantes residindo no município de Perrysburg. A densidade populacional era de 130,62 hab./km². Dos 12.512 habitantes, o município de Perrysburg estava composto pelo 92.58% brancos, o 1.92% eram afroamericanos, o 0.23% eram amerindios, o 2.51% eram asiáticos, o 0.06% eram insulares do Pacífico, o 1.42% eram de outras raças e o 1.28% pertenciam a duas ou mais raças. Do total da população o 4.84% eram hispanos ou latinos de qualquer raça.